# スター作詞作曲グランプリ
『スター作詞作曲グランプリ』（スターさくしさっきょくグランプリ）は、1977年10月1日から1978年3月25日までフジテレビで放送されていた音楽番組である。放送時間は毎週土曜 12:00 - 12:30 （日本標準時）。

## 概要
毎回歌の作詞・作曲をしていた番組で、作詞者の指名した歌手がその曲を歌唱した。元は『火曜ワイドスペシャル』で行われていた企画の1つで、それを別の時間帯に放送のレギュラー番組としたのが本番組である。司会は石坂浩二が務めていた。